# Fernando Palavicini
Fernando Palavicini  est un acteur mexicain de cinéma. Il est le fils de Julián Soler.

## Filmographie
- 1976 : Supervivientes de los Andes de René Cardona
- 1978 : Cyclone de René Cardona Jr.
- 1979 : Carlos el terrorista de René Cardona Jr.
- 1980 : Mírame con ojos pornográficos de Luis María Delgado
- 1981 : High Risk de Stewart Raffill
- 1982 : Antonieta de Carlos Saura
- 1985 : Gavilán o paloma
- 1985 : La dama solitaria de Felipe Cazals
- 1985 : Historias violentas (omnibus)
- 1986 : Los amores criminales de las vampiras morales de Bernardo Krinsky (téléfilm)
- 1987 : Mentiras piadosas d'Arturo Ripstein
- 1987 : Mariana, Mariana d'Alberto Isaac
- 1996 : Carmin profond d'Arturo Ripstein